# Maria Melita di Hohenlohe-Langenburg
Principessa Maria Melita di Hohenlohe-Langenburg (Langenburg, Württemberg, 18 gennaio 1899 – Monaco di Baviera, Germania, 8 novembre 1967) fu la Duchessa consorte di Schleswig e Holstein come moglie di Guglielmo Federico, Duca di Schleswig-Holstein. Maria Melita era la maggiore delle figlie femmine di Ernesto II, Principe di Hohenlohe-Langenburg e di sua moglie la Principessa Alessandra di Sassonia-Coburgo e Gotha.

## Matrimonio e figli
Maria Melita sposò suo cugino di secondo grado, Guglielmo Federico, Principe Ereditario di Schleswig-Holstein-Sonderburg-Glücksburg, unico figlio maschio di Federico Ferdinando, Duca di Schleswig-Holstein e di sua moglie la Principessa Carolina Matilde di Schleswig-Holstein-Sonderburg-Augustenburg, il 5 febbraio 1916 a Coburgo. Guglielmo Federico e Maria Melita ebbero quattro figli:
- S.A Giovanni Alberto, Principe Ereditario di Schleswig-Holstein (12 maggio 1917 - 10 agosto 1944)
- S.A Principe Guglielmo Alfredo Ferdinando di Schleswig-Holstein-Sonderburg-Glücksburg (24 settembre 1919 - 17 giugno 1926)
- S.A Federico Ernesto Pietro, Duca di Schleswig-Holstein (30 aprile 1922 - 30 settembre 1980)
- S.A Principessa Maria Alessandra di Schleswig-Holstein (9 luglio 1927 - 14 dicembre 2000)

## Titoli e trattamento
- 18 gennaio 1899 – 5 febbraio 1916: Sua Altezza Serenissima Principessa Marie Melita di Hohenlohe-Langenburg
- 5 febbraio 1916 – 27 aprile 1931: Sua Altezza La Principessa Ereditaria di Schleswig-Holstein-Sonderburg-Glücksburg
- 27 aprile 1931 – 21 gennaio 1934: Sua Altezza La Principessa Ereditaria di Schleswig-Holstein
- 21 gennaio 1934 – 10 febbraio 1965: Sua Altezza La Duchessa di Schleswig-Holstein
- 10 febbraio 1965 – 8 novembre 1967: Sua Altezza La Duchessa Madre di Schleswig-Holstein

## Antenati
|                                                  |                                   |                                        | Genitori                                    |  |  | Nonni |  |  | Bisnonni                          |  |  | Trisnonni                                |  |
|                                                  |                                   |                                        |                                             |  |  |       |  |  | Ernesto I di Hohenlohe-Langenburg |  |  | Carlo Ludovico I di Hohenlohe-Langenburg |  |
|                                                  |                                   |                                        |                                             |  |  |       |  |  | Ernesto I di Hohenlohe-Langenburg |  |  | Carlo Ludovico I di Hohenlohe-Langenburg |  |
|                                                  |                                   | Amalia Enrichetta di Solms-Baruth      |                                             |  |  |       |  |  | Ernesto I di Hohenlohe-Langenburg |  |  |                                          |  |
| Ermanno di Hohenlohe-Langenburg                  |                                   |                                        |                                             |  |  |       |  |  | Ernesto I di Hohenlohe-Langenburg |  |  |                                          |  |
|                                                  |                                   | Feodora di Leiningen                   | Emilio Carlo di Leiningen                   |  |  |       |  |  |                                   |  |  |                                          |  |
|                                                  |                                   | Feodora di Leiningen                   | Emilio Carlo di Leiningen                   |  |  |       |  |  |                                   |  |  |                                          |  |
|                                                  |                                   | Feodora di Leiningen                   | Vittoria di Sassonia-Coburgo-Saalfeld       |  |  |       |  |  |                                   |  |  |                                          |  |
| Ernesto II di Hohenlohe-Langenburg               |                                   | Feodora di Leiningen                   |                                             |  |  |       |  |  |                                   |  |  |                                          |  |
|                                                  |                                   | Guglielmo di Baden                     | Carlo Federico di Baden                     |  |  |       |  |  |                                   |  |  |                                          |  |
|                                                  |                                   | Guglielmo di Baden                     | Carlo Federico di Baden                     |  |  |       |  |  |                                   |  |  |                                          |  |
|                                                  |                                   | Guglielmo di Baden                     | Luisa Carolina di Hochberg                  |  |  |       |  |  |                                   |  |  |                                          |  |
| Leopoldina di Baden                              |                                   | Guglielmo di Baden                     |                                             |  |  |       |  |  |                                   |  |  |                                          |  |
|                                                  |                                   | Elisabetta Alessandrina di Württemberg | Ludovico Federico Alessandro di Württemberg |  |  |       |  |  |                                   |  |  |                                          |  |
|                                                  |                                   | Elisabetta Alessandrina di Württemberg | Ludovico Federico Alessandro di Württemberg |  |  |       |  |  |                                   |  |  |                                          |  |
|                                                  |                                   | Elisabetta Alessandrina di Württemberg | Enrichetta di Nassau-Weilburg               |  |  |       |  |  |                                   |  |  |                                          |  |
| Principessa Maria Melita di Hohenlohe-Langenburg |                                   | Elisabetta Alessandrina di Württemberg |                                             |  |  |       |  |  |                                   |  |  |                                          |  |
|                                                  | Alberto di Sassonia-Coburgo-Gotha | Ernesto I di Sassonia-Coburgo-Gotha    |                                             |  |  |       |  |  |                                   |  |  |                                          |  |
|                                                  | Alberto di Sassonia-Coburgo-Gotha | Ernesto I di Sassonia-Coburgo-Gotha    |                                             |  |  |       |  |  |                                   |  |  |                                          |  |
|                                                  | Alberto di Sassonia-Coburgo-Gotha | Luisa di Sassonia-Gotha-Altenburg      |                                             |  |  |       |  |  |                                   |  |  |                                          |  |
| Alfredo di Sassonia-Coburgo-Gotha                | Alberto di Sassonia-Coburgo-Gotha |                                        |                                             |  |  |       |  |  |                                   |  |  |                                          |  |
|                                                  |                                   | Vittoria del Regno Unito               | Edoardo Augusto di Hannover                 |  |  |       |  |  |                                   |  |  |                                          |  |
|                                                  |                                   | Vittoria del Regno Unito               | Edoardo Augusto di Hannover                 |  |  |       |  |  |                                   |  |  |                                          |  |
|                                                  |                                   | Vittoria del Regno Unito               | Vittoria di Sassonia-Coburgo-Saalfeld       |  |  |       |  |  |                                   |  |  |                                          |  |
| Alessandra di Sassonia-Coburgo-Gotha             |                                   | Vittoria del Regno Unito               |                                             |  |  |       |  |  |                                   |  |  |                                          |  |
|                                                  |                                   | Alessandro II di Russia                | Nicola I di Russia                          |  |  |       |  |  |                                   |  |  |                                          |  |
|                                                  |                                   | Alessandro II di Russia                | Nicola I di Russia                          |  |  |       |  |  |                                   |  |  |                                          |  |
|                                                  |                                   | Alessandro II di Russia                | Carlotta di Prussia                         |  |  |       |  |  |                                   |  |  |                                          |  |
| Marija Aleksandrovna Romanova                    |                                   | Alessandro II di Russia                |                                             |  |  |       |  |  |                                   |  |  |                                          |  |
|                                                  |                                   | Maria d'Assia-Darmstadt                | Luigi II d'Assia                            |  |  |       |  |  |                                   |  |  |                                          |  |
|                                                  |                                   | Maria d'Assia-Darmstadt                | Luigi II d'Assia                            |  |  |       |  |  |                                   |  |  |                                          |  |
|                                                  |                                   | Maria d'Assia-Darmstadt                | Guglielmina di Baden                        |  |  |       |  |  |                                   |  |  |                                          |  |
|                                                  |                                   | Maria d'Assia-Darmstadt                |                                             |  |  |       |  |  |                                   |  |  |                                          |  |